# 高譚 (第一季)
《高譚》第一季（英語：Gotham Season 1）是一部美國犯罪戲劇電視劇，由布魯諾·海勒開發，取材自DC漫畫經典超級英雄作品《蝙蝠俠》。劇集於2014年9月22日在福斯广播公司首播。劇集由DC娛樂、櫻草花山製片公司和華納兄弟電視公司聯合製作，並由布魯諾·海勒、約翰·史蒂芬斯和丹尼·卡農擔任執行製作。由班·麥肯錫、多納爾·羅格、大衛·馬祖、西恩·帕威、羅賓·羅德·泰勒、卡麥蓉·畢坎多瓦、柯利·麥克·史密斯、潔達·蘋姬·史密斯等演員加盟作為主要演員。
劇集內容聚焦由班·麥肯錫飾演的詹姆斯·高登剛成為警察，並一步一步偵破高譚市一系列懸案的早期故事，部分元素和人物改編自《蝙蝠俠》漫畫內容以外，大多數劇情均是原創，但主要圍繞著高譚市早年的黑幫時期。劇集開播後大獲成功，福斯广播公司於2014年10月13日訂下整體第一季，集數從原計畫的16集擴大至22集，最後於2015年5月4日播出第一季季終集。

## 卡司

第一季主要角色（從左至右）：奧斯華、穆妮、芭芭拉、埃森、布洛克、高登、尼格瑪、瑟琳娜、布魯斯和阿福。
缺席：蒙托亞、艾倫和法爾康尼。

### 主要演員
- 班·麥肯錫 飾演 詹姆斯·高登
- 多納爾·羅格 飾演 哈維·布洛克
- 大衛·馬祖 飾演 布魯斯·韋恩
- 西恩·帕威 飾演 阿福·潘尼沃斯
- 羅賓·羅德·泰勒 飾演 奧斯華·科波特／企鵝人
- 艾琳·理查茲（英语：Erin Richards） 飾演 芭芭拉·基恩
- 卡麥蓉·畢坎多瓦 飾演 瑟琳娜·凱爾
- 柯利·麥克·史密斯 飾演 愛德華·尼格瑪
- 查布萊娜·格瓦拉（英语：Zabryna Guevara） 飾演 莎拉·埃森（英语：Sarah Essen Gordon）
- 潔達·蘋姬·史密斯 飾演 費雪·穆妮（英语：Fish Mooney）
- 維多莉亞·卡塔格納（英语：Victoria Cartagena） 飾演 蕾妮·蒙托亞（英语：Renee Montoya）
- 安德魯·史都華-瓊斯（英语：Andrew Stewart-Jones） 飾演 克里斯彭·艾倫（英语：Crispus Allen）
- 約翰·多曼（英语：John Doman） 飾演 卡麥·法爾康尼

### 常設演員
- 理查德·凱德 飾演 安布利·詹姆斯（英语：List of mayors of Gotham City#Mayors in the comic books）市長
- 克萊兒·福利（英语：Clare Foley） 飾演 艾薇·派普
- 德鲁·鮑威爾（英语：Drew Powell） 飾演 布奇·吉爾茲
- 卡蘿·肯恩 飾演 葛菈楚德·科波特
- 大衛·查亞斯（英语：David Zayas） 飾演 薩爾·馬洛尼（英语：Sal Maroni）
- 丹尼·馬斯卓吉歐（英语：Danny Mastrogiorgio） 飾演 法蘭基·卡彭
- 麥肯錫·雷 飾演 莉莎
- J·W·科特斯（英语：J.W. Cortes） 飾演 卡洛斯·阿瓦雷茲
- 雀西·史派克 飾演 克莉絲汀·克琳格
- 亞歷克斯·科羅拉多 飾演 蓋博瑞
- 安東尼·卡瑞根（英语：Anthony Carrigan (actor)） 飾演 維克多·薩斯
- 尼古拉斯·達格斯托 飾演 哈維·丹特
- 莫蓮娜·芭卡琳 飾演 萊絲莉·湯普金斯（英语：Leslie Thompkins）
- 彼得·蘇科賴瑞（英语：Peter Scolari） 飾演 吉利恩·B·洛布（英语：Gillian B. Loeb）
- 麥羅·溫提米利亞 飾演 傑森·列儂／食人魔（英语：Ogre (DC Comics)）

### 客串演員
- 格雷森·麥考區（英语：Grayson McCouch）和貝蕾特·泰勒（英语：Brette Taylor） 飾演 湯瑪士和瑪莎·韋恩
- 莉莉·泰勒（英语：Lili Taylor）和法蘭克·華利（英语：Frank Whaley） 飾演 派蒂和道格
- 莎隆·華盛頓 飾演 茉莉·瑪希絲
- 陶德·史塔什維格（英语：Todd Stashwick） 飾演 理查·賽恩尼斯
- 科爾·瓦里斯 飾演 湯米·艾略特
- 萊絲莉·安·勃蘭特 飾演 賴瑞莎·迪亞茲／銅頭蛇（英语：Copperhead (DC Comics)）
- 克里斯多福·海爾達（英语：Christopher Heyerdahl） 飾演 傑克·布欽斯基／電刑人（英语：Electrocutioner）
- 達什·米霍克 飾演 阿諾·佛拉斯（英语：Arnold John Flass）
- 朱利安·山德斯 飾演 傑拉德·克萊恩
- 查理·特翰 飾演 強納森·克萊恩
- 卡梅隆·莫納漢 飾演 傑洛姆·瓦勒斯卡
- 大衛·奧哈拉 飾演 瑞吉·佩恩
- 克姆·菲爾 飾演 法蘭西斯·杜馬赫／人偶師（英语：Dollmaker (comics)）
- 麥可·珀茨（英语：Michael Potts） 飾演 希德·邦德斯洛
- 克里斯·查克（英语：Chris Chalk） 飾演 盧修斯·福克斯
- 詹姆斯·安德魯·奧康納 飾演 湯米·伯恩斯

## 集數
| 總集數 | 集數 （季） | 標題                                          | 導演          | 編劇             | 首播日期       | 製作 代碼 | 美國收視人數 （百萬） |
| --- | ----------- | --------------------------------------------- | ------------- | ---------------- | -------------- | --------- | --------------------- |
| 1 | 1           | 試播集 Pilot                                  | 丹尼·卡農     | 布魯諾·海勒      | 2014年9月22日  | 276072    | 8.21                  |
| 高譚市的深夜，最有權勢的湯瑪士和瑪莎·韋恩夫婦遭一名蒙面搶劫犯在劇院小巷裡槍殺，躲在屋頂的街頭孤兒瑟琳娜·凱爾目睹這驚人一幕。高譚市警察局的兩位兇殺組警探哈維·布洛克與詹姆斯·高登負責偵辦此案，高登向剛失去父母的布魯斯·韋恩發下重誓會找到兇手，目送他被管家阿福·潘尼沃斯接走。靠掌管區域的黑幫大姐頭費雪·穆妮的線報，高登和布洛克找到首要嫌疑犯馬利歐·派普，其拒捕逃跑且襲警而被布洛克當場擊斃，瑪莎·韋恩死前佩戴的珍珠項鏈在馬利歐房間中找到，證據確鑿之下蓋棺定論。但後來，幫穆妮撐傘的小夥奧斯華·科波特向兩名重案組警探蕾妮·蒙托亞與克里斯彭·艾倫透漏，馬利歐其實是被穆妮與警察聯手陷害。消息隨後傳到高登耳中，使他發現自己錯殺人而親自找穆妮對峙，導致他險些被穆妮滅口。這時，穆妮的老闆、身為高譚犯罪領主的卡麥·法爾康尼現身饒過高登，但指示高登受布洛克監視而將洩密者奧斯華帶到碼頭岸邊處死。無可奈何的高登一心想保護未婚妻芭芭拉，但又看著奧斯華哭喪求饒，最後在岸邊悄悄奉勸奧斯華「永遠別回高譚」後故意射偏，將他扔進海中游到對岸。高登在假裝完成使命下得到黑幫赦免，之後來到韋恩莊園對布魯斯坦白實情，並得到他的諒解。瑟琳娜自從目擊謀殺案後，一直徘徊在韋恩莊園附近窺視。                       |             |                                               |               |                  |                |           |                       |
| 2 | 2           | 瑟琳娜·凱爾 Selina Kyle                       | 丹尼·卡農     | 布魯諾·海勒      | 2014年9月29日  | 4X6652    | 7.45                  |
| 深夜街道上發生的一場無緣無故的謀殺案，使高登與布洛克發現一宗持續幾天的街頭孤兒綁架案，女警監莎拉·埃森派他們倆追查此案。兩人追蹤到一家販賣非法藥物的藥店，在店中找到部分被綁架的小孩以及與嫌疑犯合作的藥店老闆，但兩名綁架主犯派蒂和道格卻逃之夭夭。後來，高譚市市長安布利·詹姆斯為了保住面子，決定將城市中瑟琳娜在內的所有街頭兒童全部送往州北的兒童管制中心。就在警察負責監管小孩上校車前往管制中心時，不死心的派蒂和道格兩人偽裝成社工和保全劫走一輛校車，當場擄走五十名小孩、包括瑟琳娜。由於一輛車失蹤，市長開始緊張而下令全市搜查，高登與布洛克對剛抓獲的藥店老闆實施逼供後，得知派蒂和道格所開的貨車上印有「三叉戟國際運輸公司」的符號，由此推斷出他們會將所有兒童利用海外運輸走私出海。在碼頭倉庫中，身手靈敏的瑟琳娜盡可能地躲避兩人搜查，高登與布洛克也在關鍵時刻趕到逮捕派蒂和道格，救出所有被綁架的小孩。同時，奧斯華被高登解救出城後，首先獲得所需要的一切物資，決定再度回去高譚市進行復仇並奪得一切；而他的失蹤也引起蕾妮與克里斯彭的注意。瑟琳娜被帶回警局後為了不去少管所而將高登傳喚過來，說她曾目睹韋恩夫婦的謀殺案而打算與高登做一筆交易。                                              |             |                                               |               |                  |                |           |                       |
| 3 | 3           | 氣球人 The Balloonman                         | 德莫特·道斯   | 約翰·史蒂芬斯    | 2014年10月6日  | 4X6653    | 6.36                  |
| 一位前科累累的投資詐騙犯羅納德·丹佐剛被法院無罪釋放不久，被一個自稱「氣球人」的不知名私刑者用手銬拴上一個氣象氣球後，慢慢升上天空至死，所有警察一致認為這是為民除害行為而決定坐視不管。穆妮故意向蕾妮與克里斯彭洩漏高登殺死奧斯華的事情，使得兩人開始懷疑高登，蕾妮甚至再次跑去找芭芭拉，用她們倆之間的“過去戀情”來提醒他提防高登。奧斯華剛回到高譚市，就跑到城市中唯一能與法爾康尼家族抗衡的意大利黑幫老闆薩爾·馬洛尼經營的意大利餐廳中找到工作，借此收集所需情報並打探軍情。當時名聲大噪的氣球人連續犯案，將一位暴力執法的不法警督比爾·克蘭斯頓、以及一位屢犯性侵的紅衣主教雙雙拴上氣球升空至死。而克蘭斯頓警督的屍體於幾小時後因為氣球爆炸而摔在街道上，警察搜索屍體上的物品時，意外翻到高登一開始為了釋放瑟琳娜作證人而交給社工戴維斯·拉蒙德的表格。高登由此推斷拉蒙德就是氣球人，與布洛克來到他的藏身之處對峙，拉蒙德聲言自己所殺之人永遠不會受到法律制裁，因此只能動用私刑處置。高登與布洛克聯手制伏且逮捕拉蒙德，氣球人也就此落網。高登因為此事深受感觸，認為是城市的現況造就氣球人。當他回家不久，奧斯華突然登門拜訪向高登表示感謝。                                                              |             |                                               |               |                  |                |           |                       |
| 4 | 4           | 阿卡漢 Arkham                                 | 提傑·史考特   | 肯·伍德魯夫      | 2014年10月13日 | 4X6654    | 6.39                  |
| 高登剛想對奧斯華回來大發雷霆，但奧斯華認為自己在迎面而來的戰爭中有著龐大價值，起因源於一個即將定局的《阿卡漢重建開發提案》。高登瞭解到韋恩夫婦生前計畫將城市中心區發展為「阿卡漢市區」（Arkham City），拆毀十五年前發生過暴動而棄置的阿卡漢精神病院，並在市中心區域中建立一座嶄新的大型開放式病院；兩個主戰方則是爭奪提案以達到不同目的的法爾康尼與馬洛尼。穆妮首先招聘兩名長相美麗的女孩，最後讓她們用打架定勝負，而名叫莉莎的女孩在獲得勝利下被穆尼作為對付法爾康尼的秘密武器。奧斯華自導自演一場針對馬洛尼餐廳的搶劫，與手下串通搶走錢後，自己留住一包而謊稱他守住錢，於是得到馬洛尼的信任而升官為經理。此刻，一位職業殺手相繼處決幾名為黑幫賣命的市議員，高登追蹤到殺手最後一個目標是市長而親自去保護他，也與殺手正面交鋒，布洛克的及時趕到使得殺手死於亂槍之中。然而幾天后市長因為受到威脅而自行篡改表決結果，原計畫建立新病院的預算即將用來建立廢棄物處理場與廉價住房，同時將舊病院進行翻新裝潢而重新開放使用，聲稱計劃兩者結合是最優選擇。因此，馬洛尼家族贏下一局，戰爭同時被避免。但韋恩夫婦生前的心願徹底泡湯，當布魯斯陷入低潮時，高登安慰他這並不是盡頭。                                     |             |                                               |               |                  |                |           |                       |
| 5 | 5           | 毒蛇 Viper                                    | 蒂姆·杭特     | 蕾貝卡·佩芮·卡特 | 2014年10月20日 | 4X6655    | 6.09                  |
| 一種代號為「毒蛇」的不明藥物開始陸續出現在高譚市街頭，服用者全是一些街頭遊民，藥物作用於能讓人體在短時間內獲得強大力量、以及無所畏懼的心理；但效果只會持續短短幾小時，最後還會讓對象以骨頭粉碎的方式窒息死亡。因此，城市街頭出現大混亂，警察局只能盡全力制止暴民，而韋恩企業的一家子公司、全市最知名的威爾贊製藥集團的人到場供述，始作俑者是他們的前員工史坦·普多斯基。高登與布洛克找到史坦的哲學教授，並發現他和史坦一同謀劃這場襲擊，主要目的是為了清除造成城市腐敗的根源，最後得知史坦決定對韋恩企業的晚宴下手。參加宴會的布魯斯到場後結識自己父親生前的合作夥伴茉莉·瑪希絲，而史坦來到屋頂將一罐毒蛇氣體裝設到酒店的空調系統，利用直播對晚宴的所有人訴說自己的不滿。布洛克趕到後讓所有人及時疏散，史坦在樓頂被高登抓到現行後，認為目的已達到而自行吸食藥物並跳樓自殺。期間，奧斯華故意對馬洛尼供出自己原來的身份而遭到毆打，馬洛尼為查清楚而將高登傳喚過來確認，發現兩人說的故事一致之下，與奧斯華合作搶劫法爾科的一所賭場後才徹底信任他。而螳螂捕蟬、黃雀在後，穆妮為莉莎做好萬全準備後讓她去接近法爾康尼，法爾康尼在遇見莉莎後，被她的美貌直接深深迷住。                                            |             |                                               |               |                  |                |           |                       |
| 6 | 6           | 山羊之靈 Spirit of the Goat                   | 提傑·史考特   | 班·埃德倫德      | 2014年10月27日 | 4X6656    | 5.89                  |
| 十年前，高譚市出現一名自稱「山羊之靈」、專對富二代下手的連環殺手，當時身為刑警的布洛克和其搭檔迪克斯到命案現場找到兇手藍道·莫吉。布洛克槍殺出口狂言的莫吉，但迪克斯也因雙腿摔傷而終身殘疾。現今，高譚市貴人羅伯·黑斯廷的女兒發現被人殺害，布洛克發現與十年前山羊之靈的作案手法一模一樣，起初以為只是一個“模仿犯”，但發現該兇手知道十年前作案手法中最隱秘的一招：在受害人頭部後面縫上象征硬幣。為此，布洛克到養老院見到坐輪椅養老的迪克斯，而迪克斯提醒他這件事的幕後可能有陰謀。此時，一名富家女被綁架，高登與布洛克追蹤到兇手是他們大樓的門衛雷蒙·厄爾，一路跟著厄爾蹤跡至十年前抓獲莫吉的老劇院。雷蒙在動手前被高登與布洛克逮捕，卻在等待偵訊時不停地握拳頭。此舉動讓布洛克恍然大悟，厄爾與十年前的莫吉其實都是被人用催眠操縱住心智，得以識破真正的幕後黑手為專幫富人就診的催眠醫生瑪克絲，如今也為黑斯廷家工作。布洛克將承認犯行的瑪克絲逮捕歸案，結束困擾他十年的懸案。與此同時，蕾妮與克里斯彭找到一名目擊到高登殺害奧斯華的證人，馬上依法對他實施逮捕。就在這時，活生生的奧斯華現身在所有警察面前，而早先謊稱已對他滅口的高登當場陷入巨大麻煩。                                                     |             |                                               |               |                  |                |           |                       |
| 7 | 7           | 企鵝人之傘 Penguin's Umbrella                 | 羅布·貝利     | 布魯諾·海勒      | 2014年11月3日  | 4X6657    | 6.63                  |
| 奧斯華還活著的消息傳播至大街小巷，穆妮以及一些黑幫對此相當緊張。遭受黑白兩道夾殺的高登，將芭芭拉送出城後決定留下來，拼死抓捕所有涉及韋恩夫婦謀殺案的人。但法爾康尼指派一名矯健兇殘的瘋狂殺手維克多·薩斯，大搖大擺走進警局捉拿高登，大廳裡一眾警察基於自保而全部落跑，高登只能獨自與薩斯在警察局中展開槍戰，身負槍傷的情況下被解除誤會的蕾妮和克里斯彭救走。穆妮通過阻斷馬洛尼的槍械運輸線來強迫他交出奧斯華，迫使馬洛尼也決定以牙還牙，讓奧斯華領軍來實施報復。奧斯華殺害與穆妮搞地下情的俄羅斯黑幫頭目尼古萊，期間買通一些打手暗殺馬洛尼的心腹法蘭基·卡彭。療完傷的高登決定獨自與黑幫硬碰硬，為以防不測而將韋恩夫婦案情交給蕾妮和克里斯彭，而無人能投靠的布洛克也回來幫助高登。兩人全副武裝挾持市長來到法爾康尼宅邸對峙，卻發現芭芭拉跑回來為高登求情，使高登決定棄械投降。但法爾康尼還是決定暫時放高登一馬，聲言自己的統治才能讓城市維持現有的秩序，前功盡棄的高登只能打道回府。之後，奧斯華撐著傘來到法爾康尼面前，感謝他當初和即將被處決之際跟自己達成協議，利用高登帶他到碼頭放生，得以潛伏進馬洛尼家族臥底。奧斯華希望法爾康尼不傷害他的救命恩人高登，認為高登最終會看到大局。                      |             |                                               |               |                  |                |           |                       |
| 8 | 8           | 面具 The Mask                                 | 保羅·愛德華茲 | 約翰·史蒂芬斯    | 2014年11月10日 | 4X6658    | 6.35                  |
| 一名身穿金融業服裝、遭毆打致死的年輕人陳屍碼頭，屍體口中留有從兇手手上咬斷的大拇指，高登與布洛克追查到兇手是一個投資企業的員工。兩人到指定的公司調查時，發現所有員工的臉上或身上都有著明顯淤青，並會見想法激進的企業老闆理查·賽恩尼斯。之後，高登在公司廁所中跟隨血蹟而抓到兇手，將他帶回警局後逼他說出驚人的事實：他與被害者之間的鬥毆是賽恩尼斯公司招聘的最後一關，在一個佈置成辦公室的地下搏擊場通過生死決鬥來定勝負，以此確保聘來的員工能夠有能力和意志力來應對高級金融業務。高登因為剛經歷被同僚拋棄而決定獨來獨往，親自來到賽昂尼斯的地下搏擊場時反被他抓獲，被迫成為生死決鬥中的活餌。高登雖然盡全力將三名候選人活活打死，但最後還得與戴面具、拿武士刀的賽恩尼斯對打。布洛克發現全警察局為此無動於衷時，大聲對所有人呼籲不能背棄同僚，埃森和所有警察這次全部一致站出來，一同前往搏擊場營救高登，高登也成功反敗為勝擊敗賽恩尼斯，逮捕他與其餘的非法員工。之後，高登感謝布洛克為他至辭，但在回去前再度遇到因為偷盜被逮捕的瑟琳娜。同時，穆妮命令莉莎趁法爾康尼睡覺時偷走一頁他的賬簿，決定利用這個作為摧毀法爾康尼帝國的利器。而打探到消息的奧斯華，決定利用這一點來躍躍欲試。                       |             |                                               |               |                  |                |           |                       |
| 9 | 9           | 哈維·丹特 Harvey Dent                         | 凱倫·卡薇歐拉 | 肯·伍德魯夫      | 2014年11月17日 | 4X6659    | 6.49                  |
| 高登將瑟琳娜視為目睹韋恩謀殺案的證人後，將她藏匿與韋恩莊園與布魯斯一起生活，布魯斯由此首次認識瑟琳娜。高登在蕾妮與克里斯彭的介紹下結識全市少數正義的檢察官哈維·丹特，也在他的通報下得知此案最大的嫌疑人是財經界大佬迪克·洛卡夫特，丹特提議放出一些小情報來讓洛卡夫特亂掉陣腳，而高登一開始看在會暴露證人下打算否決，但最後認為別無他法而同意實行。此時，前科累累的炸彈客伊恩·哈格夫從黑門監獄運送至州北精神病院的途中，被一群為穆妮賣命的俄羅斯黑幫份子劫走，淪為幫他們做炸彈的奴隸。黑幫為了報尼克萊的仇而決定對法爾康尼下手，用炸彈炸開他的錢庫時，高登與布洛克以及眾警察剛好趕到。正當兩方僵持不下時，站在遠處監視的布奇當機立斷引爆運錢車來湮滅證據，炸死所有黑幫份子，哈格夫平安得救。奧斯華發現莉莎就是穆妮派去法爾康尼身邊臥底的人，但突然想到留得青山在、不怕沒柴燒，因此決定先不往上提報。高登在案件結案下，突然得知市長下命令將哈格夫等等精神病人，全部送至還在重建翻新階段的阿卡漢精神病院關押。高登回家後發現芭芭拉早已收拾東西離開，在信中得知芭芭拉因為受到驚嚇而打算離開他一陣子，但他未發覺芭芭拉其實跑回去與蕾妮一起睡覺。                                                               |             |                                               |               |                  |                |           |                       |
| 10 | 10          | 絕境求生 Lovecraft                            | 蓋伊·佛蘭德   | 蕾貝卡·達米隆    | 2014年11月24日 | 4X6660    | 6.05                  |
| 一夥負責行刺瑟琳娜的神秘職業殺手闖進韋恩莊園，迫使瑟琳娜帶著布魯斯踏上逃亡之路，阿福怪罪是高登引狼入室。正當高登不理解消息為何走漏時，丹特才坦誠自己其實給道上洩露過部分情報、以增加故事真實性。同時，法爾康尼因為錢庫被攻下而相當不滿，原以為是馬洛尼而把奧斯華叫來問話，但在奧斯華否認事實後，開始懷疑是內部人士所為。瑟琳娜帶領布魯斯來到街頭兒童的跳蚤市場換裝時巧遇馬利歐·派普的女兒艾薇·派普，其父母相繼死後流落街頭。艾薇首次和布魯斯相識後，卻沒有將父親死亡的事情怪罪布魯斯。當高登找到躲藏在公寓裏的洛卡夫特時，卻發現他與此事根本毫無瓜葛，而洛卡夫特供出在韋恩夫婦死後，還有另外一股勢力在操縱市場。突然間，同一夥殺手尾隨在後將高登打昏，用高登的手槍處決洛卡夫特，使高登無法拿走變成兇器的手槍。夜晚，布魯斯與瑟琳娜去用鑽石換錢時遭到背叛，殺手們走進來打算一舉解決他們倆，布魯斯於是獨自掩護瑟琳娜逃跑。高登、布洛克與阿福及時趕到後，殺手的女領隊決定放過布魯斯逃之夭夭，布魯斯最終和阿福團圓。之後，高登因為違反命令、私自調查而被市長調職到阿卡漢精神病院去當警衛。而後，布魯斯回到家不久，瑟琳娜前來感謝他的掩護並親了他。                                                            |             |                                               |               |                  |                |           |                       |
| 11 | 11          | 罪照陳列室 Rogues' Gallery                    | 歐茲·史考特   | 蘇·鐘            | 2015年1月5日   | 4X6661    | 7.06                  |
| 高登自從被調職到阿卡漢後對工作相當不適應，每天不僅要面對成群的精神病人，並且老是被病院主管朗醫師找麻煩。一日，高登發現一名個性野蠻的精神病人，頭部受過一種強大電擊後變成植物人，於是開始私下調查病人以及工作人員，並結識一名美麗的女外科醫師萊絲莉·湯普金斯。一晚，另一名病人遭受過同樣的電擊而被燒壞頭腦，高登覺得事情不單純而把布洛克叫過來調查。在布洛克的逼問下，朗醫師才供出病院的女護士多蘿西·鄧肯，其實是一名偽裝成工作人員的精神病人。一刻，多蘿西開啟電源將所有精神病人全部放出來後被他們集體踩死，高登營救被逼到死路的萊絲莉而與她一起逃出去。不久，警察趕到現場將所有精神病人制服，高登推論出多蘿西為了治療自己而利用電刑法。誰知，法醫彙報說多蘿西的頭部上也有電擊過的痕跡，高登發現真正的兇手還在精神病院裏面而立刻趕回去，卻在回去後發現奄奄一息的朗醫師，朗醫師在說出真正的幕後主使是一名叫傑克·格魯伯的精神病人後斷氣。在城市裏，穆妮在做出行動前，派布奇去跟唯一不跟她們配合的黑幫老闆吉米·薩維拉諾去商討，身為布奇老友的薩維拉諾本來打算拉攏布奇來投靠自己，但布奇卻還是選擇忠於穆妮，於是直接在車中槍殺薩維拉諾。                                                                      |             |                                               |               |                  |                |           |                       |
| 12 | 12          | 小道消息 What the Little Bird Told Him        | 伊苟·伊苟森   | 班·埃德倫德      | 2015年1月19日  | 4X6662    | 6.50                  |
| 傑克·格魯伯與自己的一名執行過電刑法而唯命是從的精神病人亞倫·丹澤格逃出病院後，開始四處獲取武器與電力来源，而高登發現這是一個複職的好機會而跑回到警察局中幫忙，卻被首次現身的警察局長吉利恩·洛布下令，必須二十四小時之內破案。高登查出傑克的本名為傑克·布欽斯基，原是黑幫成員，卻因為被馬洛尼出賣而入獄。如同推論，傑克襲擊馬洛尼的餐廳，高登於是將馬洛尼帶回警局作為誘餌將傑克引過來。夜晚，傑克用發電機所產生的高壓電震爆警察局的電力系統，將裏面的所有警察全部電昏，進去後剛想對馬洛尼動手。但穿著橡膠鞋的高登破壞他的儀器後將傑克一舉抓獲，在兌現承諾下成功被洛布複職。另一方面，穆妮開始實施奪取法爾康尼家族權利的計畫，與莉莎上演一場綁架案來將其威脅，而法爾康尼面對心上人而決定放棄領導地位時，奧斯華趕到後將莉莎是臥底的實情通報給他。法爾康尼來到俱樂部向莉莎證實事情後，才發現自己上了愛情的當，於是忍痛掐死莉莎、命令薩斯與手下人血洗穆妮的俱樂部，並將穆妮與布奇抓獲後慢慢折磨作為懲罰，最後決定重拾自己應盡的義務。此時，萊絲莉來到警局見高登，想說一些話卻吞吞吐吐，高登在瞭解她的用意後與她深吻。                                                                                          |             |                                               |               |                  |                |           |                       |
| 13 | 13          | 歡迎歸隊 Welcome Back, Jim Gordon             | 溫蒂·史丹茲勒 | 梅根·摩絲汀-布朗 | 2015年1月26日  | 4X6663    | 6.04                  |
| 一名涉及神秘販毒案件的街頭毒販陳屍於倉庫中，目擊證人李昂·溫克勒答應與警方配合指認兇嫌，卻在警察局中慘遭殺害。剛複職的高登認為這兩起案件都是警方內部人士所為，在布洛克的透漏下推斷兇嫌是緝毒組組長阿諾·佛拉斯，其多次利用所查獲的販毒集團來謀利。高登決定私下調查時，卻得知跟佛拉斯有交情的洛布局長將李昂的死案歸為自殺，埃森也再三警告高登不要再深入調查。高登為此無法容忍而去求助奧斯華，而奧斯華答應幫助他後，一人霸佔穆妮的俱樂部喝酒慶祝。然而，穆妮和布奇逃離監禁後回來復仇，奧斯華便坦白他為法爾康尼賣命的實情；此時薩斯前來捉拿他們，布奇只能犧牲自己讓穆妮逃脫而被薩斯等人抓獲。另一方面，布魯斯休假結束回來後，原本打算以禮尚往來的方式說服瑟琳娜幫他父母的謀殺案作證，但瑟琳娜卻坦誠自己其實為了不進少管所，才謊稱自己是目擊證人。布魯斯見自己的希望落空後大失所望，從此決定求人不如求己。當晚，奧斯華的副手蓋博瑞通過刑求佛拉斯的一個同夥，幫高登得到揭發佛拉斯的錄音證據和兇器。佛拉斯即便證據確鑿卻還是一臉不屑，但全體正義警察這次一致站出來，將佛拉斯關進大牢。無處可去的穆妮得到布洛克的幫助，最後決定搭船離開城市去避風頭。                                                              |             |                                               |               |                  |                |           |                       |
| 14 | 14          | 恐懼醫師 The Fearsome Dr. Crane               | 約翰·貝林     | 約翰·史蒂芬斯    | 2015年2月2日   | 4X6664    | 5.79                  |
| 佛拉斯以重罪起訴後等待判決，部分和佛拉斯有勾結的腐敗警察對此相當不滿，將聯手拘捕他的高登、布洛克與埃森視為眼中钉。當他们三個一起在偵辦一具高空落下吊死的屍體後，發現行兇的兇手是一名專門利用人的恐懼而達到奪取他們身體器官的神秘醫師。高登在幾天幾夜的孤獨等待認為芭芭拉不會回來後決定死心，回去頂層公寓還鑰匙時遇見偷偷進來住的瑟琳娜，也在跟她聊過後得知她撒謊的實情。高登立刻去找布魯斯解釋，但布魯斯因此學到教訓，決定不再依靠他人並自行調查父母被殺的真相。穆妮離開城市前不甘心被奧斯華陷害，因此致電馬洛尼供述奧斯華為法爾康尼賣命的實情，而馬洛尼證實事情後勃然大怒，打算利用汽車壓碎機解決他，但奧斯華最後還是幸運逃脫。布洛克夜晚來到受害者生前加入的恐懼分享互助小組，未知真正的兇手利用假名混在裏面而抓走一名害怕溺水的女孩史考蒂。布洛克利用線索追蹤到兇手打算行兇的游泳池時，兇手還未動手就落荒而逃，史考蒂被布洛克救上來後得以倖存。尼格瑪受不了老是投訴他的法醫，因此設局嫁禍他偷取屍體部位而使他被解職，高登因此將萊絲莉招進警局作為新法醫。與此同時，穆妮搭船離開高譚市的途中，船被一夥神秘海盜攻下而使她被劫走…                                                                         |             |                                               |               |                  |                |           |                       |
| 15 | 15          | 稻草人 The Scarecrow                          | 尼克·寇帕斯   | 肯·伍德魯夫      | 2015年2月9日   | 4X6665    | 5.63                  |
| 神秘恐懼醫師再度作案，殺死一名高中教師取走他的腎上腺，高登與布洛克調查教師的背景時，意外在學校圖冊上找到兇手本人，本校前任高中生物教授傑拉德·克萊恩。他們倆來到傑拉德就任的大學瞭解到，傑拉德曾經發表過一篇關於人類戰勝恐懼的論文；妻子多年前死於住宅火災，自己由於怕火而不敢去救她。高登推斷他因妻子之死而愧疚，摘取受害人腎上腺試圖製出足以讓人類克服所有恐懼的藥方；同時也作為自己的實驗藥物。同時，穆妮醒來後發現她被關入一間地下牢房，發現牢房中滿是渡海過程中被綁架的人，她首先殺死囚犯的領袖而奪下控制權，但後來一名被挖走眼睛的女人被對方扔回牢房中，而穆妮於是推測出對方是從事人體器官販賣的不法份子。在高譚，奧斯華在法爾康尼的幫助下與馬洛尼和好，也成功得到穆妮俱樂部的經營權。高登與布洛克追蹤到傑拉德的老別墅時，傑拉德在走投無路下對自己的青少年兒子強納森·克萊恩注射最高計量的恐懼藥物。強納森抬頭望見家中田園的稻草人後陷入極度恐慌，而傑拉德最終被高登與布洛克擊斃。兩人火速將強納森送入醫院後，卻發現他體內被注射的激素計量就連醫生都束手無策，所帶來的結果只是讓強納森得到永久性的“稻草人恐懼症”。                                                                                    |             |                                               |               |                  |                |           |                       |
| 16 | 16          | 盲算命師 The Blind Fortune Teller             | 傑佛瑞·亨特   | 布魯諾·海勒      | 2015年2月16日  | 4X6666    | 6.16                  |
| 著名哈利馬戲團來到高譚公演，途中發生表演者之間的鬥毆，前來觀看的高登和萊絲莉互相協調後，瞭解到馬戲團中的空中飛人格雷森家族和雜技表演羅伊德家族有著多年家族世仇。然而，高登於調查時找到舞蛇女星萊菈的死亡屍體，瞭解到兩家人的互毆是因為懷疑彼此是殺害萊菈的兇手，於是將兩家的長子們列為嫌疑人。而馬戲團中的盲算命師保羅·希瑟羅給高登線索，高登一開始不打算採信這種迷信說法，但萊絲莉在照他的步驟做後成功找到兇器。高登最後通過推論與套話，成功發現萊拉的兒子傑洛姆·瓦勒斯卡是兇手，並識破保羅就是傑洛姆的親生父親。傑洛姆知道實情後開始放聲大哭，但表情轉眼間就變成恐怖的尖笑，表情與之前幾乎判若兩人，他以嘲諷態度供述弑母是因為長期被母親指指點點。案件解決，傑洛姆被收押，格雷森與羅伊德兩家人從此和解，並促使約翰·格雷森與瑪麗·羅伊德訂婚。同時，奧斯華自從俱樂部開張後生意一落千丈，薩斯於是把經過洗腦的布奇交給他以幫助建造俱樂部。依然被關在地下室的穆妮，用交涉而成功與上層達成協議，最後親自被帶上樓見總管。期間，芭芭拉突然回到高譚，回到公寓後認識搬進來的瑟琳娜與艾薇，在她們的建議下來到警局打算與高登重修舊情時，剛好看見他與萊絲莉親吻而失望離開。                                          |             |                                               |               |                  |                |           |                       |
| 17 | 17          | 紅頭罩 Red Hood                               | 奈森·霍普     | 丹尼·卡農        | 2015年2月23日  | 4X6667    | 6.53                  |
| 五名蒙面劫匪打劫高譚一所銀行，團夥當中的一名帶著紅色頭罩的人，為了掩護其他人逃跑而當眾撒錢給市民。當團夥回到藏身之處分錢時，團夥老大戴斯特洛一槍射殺戴頭罩的同夥後，選擇接替他帶上頭罩。第二天，團夥再度打劫銀行並當眾撒錢，市民們把他們稱作類似羅賓漢的「紅頭罩幫」。高登與布洛克通過目擊證人提供消息找到戴斯特洛，跟蹤他到家後發現他被同夥背叛而中一槍，高登將他送醫後發現他家中堆滿抵押和貸款申請拒絕的銀行信件，由此得知他的搶劫動機和最後目標。與此同時，奧斯華俱樂部的酒水供貨遭馬洛尼惡意阻斷運輸，但在布奇的協調下，酒水再度恢復供應。穆妮被帶上樓後會見辦公室主管，而主管卻打算挖走她的眼睛來作為警告，而穆妮卻當眾用湯匙挖出自己的左眼珠後踩碎。期間，阿福的老戰友瑞吉·佩恩突然拜訪韋恩莊園，其前來尋求借住過程中和布魯斯相處融洽。但阿福夜晚時撞見他在偷東西，而瑞吉在事跡敗露下一刀刺傷阿福後揚長而去，最後回去找雇傭他的韋恩企業董事會成員們，表示布魯斯並沒有調查到他們這邊。僅剩三人的搶劫團仗著紅頭罩剛要打劫銀行時被大批警察包圍，三個人因拒捕而全部死於警方的亂槍之中。高登隨後被布魯斯傳喚過去醫院探望阿福，而丟在原地的紅色頭罩，最後被一名小孩沿路撿到戴上。                         |             |                                               |               |                  |                |           |                       |
| 18 | 18          | 人人有罪 Everyone Has A Cobblepot             | 比爾·伊苟斯   | 梅根·摩絲汀-布朗 | 2015年3月2日   | 4X6668    | 6.10                  |
| 阿福經過搶救後平安脫險，但不願向高登供出瑞吉的所為，而布魯斯決定親自找瑞吉來問清楚，同時得到前來援助的瑟琳娜幫助。在警察局，本將重罪起訴的佛拉斯受洛布局長的協調而無罪釋放，不僅得到複職、甚至成為警察工會主席選舉的候選。高登發現是布洛克做偽證而保出佛拉斯，而布洛克解釋自己只是迫不得已，聲言大多數警察都因為有過“案底”而受到洛布威脅和擺佈。高登決定和丹特調查洛布，卻不慎中計而險些喪命，浪子回頭的布洛克跑回來救走他們。當他們得知洛布是法爾康尼的走狗時，高登還是選擇去找奧斯華尋求幫助，奧斯華也在接触證據以及得到高登一個人情的條件下才答應幫忙。三人找到洛布名下的一所農場，於裏面找到洛布精神錯亂的女兒妙麗安，從她的話得知她於多年前誤殺死洛布的妻子，之後就一直被洛布藏匿至今。為此，高登利用她作為籌碼來敲詐洛布，與他定下佛拉斯公平受審、歸還布洛克的案底、以及自己當上警察工會主席的協議。此時，穆妮在挖出眼珠後被建築的總管法蘭西斯·杜馬赫植入另一顆藍色眼珠，杜馬赫展示他的前主管因失敗而被肢解並裝上女性肢體。穆妮於是為了抽時間安排逃亡計畫，首先假裝跟他合作奪取他的信任，但後來發現建築所在的位置是在大海中央的一座荒無人煙的小島。                                                 |             |                                               |               |                  |                |           |                       |
| 19 | 19          | 羊入虎口 Beasts of Prey                       | 伊苟·伊苟森   | 肯·伍德魯夫      | 2015年4月13日  | 4X6669    | 4.50                  |
| 布鲁斯不顧高登警告而執意去尋找瑞吉，在瑟琳娜的幫助下在貧民窟中找到他，瑞吉供出自己是受到韋恩企業董事會的雇傭，甚至大言不慚地打算去通風報信，最後被瑟琳娜推出窗外身亡。同時，依然被關在島上的穆妮，開始實施逃亡計畫後，利用調虎離山計引走保全隊後，帶領著自己的朋友們打敗杜馬赫後搭直升機離開，穆妮最後雖然身中一槍，但還是成功逃離島嶼。這時，高登在一名警員的介紹下得到一幢女子謀殺懸案，當尼格瑪展示死亡現場留下的一張破碎之心的卡片時，布洛克突然開始恐慌，說該名兇手是一名專門誘拐、監禁、殺害年輕女子，人稱「食人魔」的連環殺手；作案手法一向是引誘女子到他的藏身處後，對她們進行長達幾星期的淩虐，似乎是為了考驗一下她是否是自己的“真命天女”，最後會將不適合他的女子殘忍殺害後棄屍，多年下來的受害人數已經高達十三人。不僅如此，食人魔甚至會專門報復調查自己的任何警察、以殺死他們的家人或戀人作為警告，導致到現在都沒有任何警察敢去投鼠忌器才會逍遙法外。高登雖然不想放棄調查，但也突然預料到他將萊絲莉逼向危機，在詢問騙他接案子的警察後，得知這其實是洛布設局來借此報復自己，於是跑到洛布面前大發雷霆，大喊自己解決食人魔後就會來找他算賬。                                                      |             |                                               |               |                  |                |           |                       |
| 20 | 20          | 剃刀邊緣 Under the Knife                      | 提傑·史考特   | 約翰·史蒂芬斯    | 2015年4月20日  | 4X6670    | 4.44                  |
| 高登火速趕回家中後發現萊絲莉平安無事，在她的建議下通過媒體公開自己調查食人魔的消息，並開始調查食人魔首位受害者護士所工作的整形醫院。期間，奧斯華花錢雇用職業殺手康納去刺殺馬洛尼前，馬洛尼卻親自拜訪俱樂部，並對他的母親陳述奧斯華的殺人行徑，使得奧斯華在大發雷霆下決定速戰速決。尼格瑪發現自己的心儀對象克莉絲汀被有暴力傾向的警察男友多爾蒂虐待，在街上與他對峙時卻遭到他毆打，最後失手用一把兇器刀刺殺他。此時，布魯斯與瑟琳娜開始照瑞吉的供述，調查韋恩企業的董事會成員希德·邦德斯洛，得知他舉辦一場公司慈善晚宴。為此，布魯斯和瑟琳娜於盛裝出席進入晚宴中，偷走邦德斯洛的保險箱鑰匙。另一邊，高登與布洛克經過深入調查得知駭人的真相，食人魔其實是一名貴婦管家的兒子傑森·史隆斯基，從小臉長畸形，還被認作他為乾兒子的貴婦欺騙數十年，因而造就他得不到母愛之心理扭曲，秘密改名換姓、到整形醫院來改變容貌後，勾引首位受害者變成連環殺手。高登逼問整形醫院經理而畫出食人魔如今長相的粗糙繪圖，卻也突然發覺食人魔知道他和芭芭拉曾經在一起過的事情，由此發現芭芭拉才是目標。與此同時，食人魔出席晚宴會面芭芭拉，利用花言巧語將她勾引回家，最後為芭芭拉展示他引以為豪的“刑虐房”。                          |             |                                               |               |                  |                |           |                       |
| 21 | 21          | 龍爭虎鬥 The Anvil or the Hammer              | 保羅·愛德華茲 | 喬丹·哈柏        | 2015年4月27日  | 4X6671    | 4.58                  |
| 身為「食人魔」的傑森·列儂將芭芭拉囚禁，但感覺到她就是自己一直以來尋找的“真命天女”，於是開始一點一點摧毀芭芭拉的意志。高登與布洛克合作找到一名曾經逃脫過食人魔魔掌的受害人，找到他的住處卻得知他早已將芭芭拉帶往她的老家。兩人趕到後發現芭芭拉的父母早已被殘殺，傑森本想拿刀挾持芭芭拉來脅迫高登，但他最終被布洛克轉移視線，分心的一瞬間被高登打中頭部而死。芭芭拉雖然平安獲救，但精神也開始不穩定。尼格瑪偷偷將多爾蒂遭肢解後的屍體帶到警察局，用化學藥物毀屍滅跡，最後親自頂替多爾蒂寫一封告別信給克莉絲汀而將事情蒙混過去。布鲁斯用偷来的钥匙潜入希德·邦德斯洛的辦公室，打開保險箱後卻發現空無一物；而此時希德走進辦公室說自己早就恭候多時。希德對布魯斯坦誠韋恩企業從事非法勾當的一切，甚至聲言他的父親湯瑪斯知情內幕卻選擇保持沉默，正當布魯斯瞬間茫然無措時，部門主管盧修斯·福克斯現身幫布魯斯解圍，同時私下用湯瑪士是好人的真相安撫布魯斯。同時，奧斯華本來雇殺手去刺殺馬洛尼，但卻故意從中作亂，進而造成法爾康尼與馬洛尼兩大家族之間黑吃黑。高登剛破獲食人魔懸案，埃森通報黑幫戰爭再度爆發，號召全體警察上街執勤。而鹬蚌相争之時、渔翁則會得利，作為直接導致者的奧斯華正式達到目的。               |             |                                               |               |                  |                |           |                       |
| 22 | 22          | 幸福的家庭都一樣 All Happy Families Are Alike | 丹尼·卡農     | 布魯諾·海勒      | 2015年5月4日   | 4X6672    | 4.93                  |
| 黑幫戰爭持續兩星期，法爾康尼不但勢力開始處於下風，還遭遇一場炸車襲擊而被囚禁在醫院。當奧斯華與布奇打算先下手為強時，高登不願看城市持續混亂而將法爾康尼救走，集體撤離至法爾康尼的倉庫以安排下一步。然而，穆妮聯合瑟娜拉等窮人做部下，走進倉庫中打算一舉奪權，同時叫來馬洛尼前來商量，但穆妮受不了馬洛尼得意忘形地嘲諷而當場槍殺他。雙方開始交火，高登等人也趁機逃跑，瑟琳娜與一些窮人同樣溜之大吉。奧斯華追趕穆妮至樓頂與她正面交鋒，但兩人都被布奇開槍打傷，使奧斯華看準時機將穆妮推入海中墜亡，清除所有障礙的他如願以償地稱王。另一方面，克莉絲汀發現尼格瑪的偽造信件裡的線索，雖然認為是巧合而沒多想，但尼格瑪因為做賊心虛而開始陷入人格分裂的狀態。與此同時，康復的芭芭拉假裝與萊絲莉進行心理輔導，而她開始慢慢供述自己親手殺死父母的真相，隨即拿刀試圖去殺萊絲莉，萊絲莉在一番死鬥下將芭芭拉擊昏，高登等人此時也趕回來。最後，法爾康尼將高登父親生前留下的刀子送回給高登，將重塑城市的使命交給高登後，選擇離開高譚市去安享晚年。布魯斯與阿福花費幾天幾夜打算在莊園書房中找到湯瑪士·韋恩生前留下的秘密，在福克斯給他的線索所提示的書本中找到一個遙控器，兩人按下開關後目睹書房壁爐中開啟一條神秘密道…… |             |                                               |               |                  |                |           |                       |

## 收視
| 總集數 | 集數 | 標題                                             | 播出日期       | 收視／份額 （18–49歲） | 收視 （百萬） | DVR （18–49歲） | DVR收視 （百萬） | 加總 （18–49歲） | 總收視 （百萬） |
| ------ | ---- | ------------------------------------------------ | -------------- | ---------------------- | ------------- | --------------- | ---------------- | ---------------- | --------------- |
| 第一季 |      |                                                  |                |                        |               |                 |                  |                  |                 |
| 1      | 1    | 試播集（Pilot）                                  | 2014年9月22日  | 3.2/10                 | 8.21          | 2.7             | 5.84             | 6.0              | 14.15           |
| 2      | 2    | 瑟琳娜·凱爾（Selina Kyle）                       | 2014年9月29日  | 2.8/8                  | 7.45          | 1.9             | 4.33             | 4.7              | 11.81           |
| 3      | 3    | 氣球人（The Balloonman）                         | 2014年10月6日  | 2.5/8                  | 6.36          | 2.0             | 4.52             | 4.5              | 10.88           |
| 4      | 4    | 阿卡漢（Arkham）                                 | 2014年10月13日 | 2.4/7                  | 6.39          | 1.7             | 3.95             | 4.1              | 10.34           |
| 5      | 5    | 毒蛇（Viper）                                    | 2014年10月20日 | 2.3/7                  | 6.09          | 107             | 4.33             | 4.0              | 10.12           |
| 6      | 6    | 山羊之靈（Spirit of the Goat）                   | 2014年10月27日 | 2.2/7                  | 5.89          | 1.5             | 3.78             | 3.7              | 9.66            |
| 7      | 7    | 企鵝人之傘（Penguin's Umbrella）                 | 2014年11月3日  | 2.4/7                  | 6.63          | 1.7             | 3.83             | 4.1              | 10.47           |
| 8      | 8    | 面具（The Mask）                                 | 2014年11月10日 | 2.2/7                  | 6.35          | 1.6             | 3.68             | 3.8              | 10.03           |
| 9      | 9    | 哈維·丹特（Harvey Dent）                         | 2014年11月17日 | 2.3/6                  | 6.49          | 1.7             | 3.77             | 4.0              | 10.26           |
| 10     | 10   | 絕境求生（Lovecraft）                            | 2014年11月24日 | 2.3/7                  | 6.05          | 1.5             | 3.56             | 3.8              | 9.61            |
| 11     | 11   | 罪照陳列室（Rogues' Gallery）                    | 2015年1月5日   | 2.5/8                  | 7.06          | 1.3             | 3.04             | 3.8              | 10.10           |
| 12     | 12   | 小道消息（What the Little Bird Told Him）        | 2015年1月19日  | 2.2/7                  | 6.50          | 1.6             | 3.49             | 3.8              | 9.99            |
| 13     | 13   | 歡迎歸隊（Welcome Back, Jim Gordon）             | 2015年1月26日  | 2.3/7                  | 6.05          | 1.3             | 3.03             | 3.4              | 9.07            |
| 14     | 14   | 恐懼醫師（The Fearsome Dr. Crane）               | 2015年2月2日   | 1.9/6                  | 5.79          | 1.3             | 2.80             | 3.2              | 8.59            |
| 15     | 15   | 稻草人（The Scarecrow）                          | 2015年2月9日   | 1.8/6                  | 5.63          | 1.2             | 2.76             | 3.0              | 8.39            |
| 16     | 16   | 盲算命師（The Blind Fortune Teller）             | 2015年2月16日  | 2.1/6                  | 6.19          | 1.3             | 3.06             | 3.4              | 9.25            |
| 17     | 17   | 紅頭罩（Red Hood）                               | 2015年2月23日  | 2.3/7                  | 6.53          | 1.3             | 3.20             | 3.6              | 9.73            |
| 18     | 18   | 人人有罪（Everyone Has A Cobblepot）             | 2015年3月2日   | 2.0/6                  | 6.10          | 1.4             | 3.11             | 3.4              | 9.21            |
| 19     | 19   | 羊入虎口（Beasts of Prey）                       | 2015年4月13日  | 1.5/5                  | 4.50          | 1.1             | 2.63             | 2.6              | 7.13            |
| 20     | 20   | 剃刀邊緣（Under the Knife）                      | 2015年4月13日  | 1.6/5                  | 4.44          | 1.1             | 2.85             | 2.7              | 7.28            |
| 21     | 21   | 龍爭虎鬥（The Anvil or the Hammer）              | 2015年4月13日  | 1.5/5                  | 4.58          | 1.1             | 2.65             | 2.6              | 7.23            |
| 22     | 22   | 幸福的家庭都一樣（All Happy Families Are Alike） | 2015年4月13日  | 1.7/6                  | 4.93          | 1.1             | 2.64             | 2.8              | 7.57            |
| 平均   | 平均 | 平均                                             | 平均           | 2.2                    | 6.10          | 1.5             | 3.49             | 3.7              | 9.59            |

## 外部連結
- 官方网站（英文）
- 《高譚》各集列表 来自互联网电影数据库（英文）